# Gmina Jasenice
Gmina Jasenice (chorw. Općina Jasenice) – gmina w Chorwacji, w żupanii zadarskiej. W 2011 roku liczyła  1398 mieszkańców.